# Dead Like Me – So gut wie tot
Dead Like Me – So gut wie tot (Originaltitel: Dead Like Me) ist eine amerikanische Fernsehserie, die von Bryan Fuller für den US-amerikanischen Pay-TV-Sender Showtime entwickelt und in Vancouver in der kanadischen Provinz British Columbia gedreht wurde. Die Serie dreht sich um ein junges Mädchen namens Georgia. Diese läuft ziellos durch ihr Leben in Seattle, Washington, bis sie von der Klobrille einer Raumstation erschlagen wird und stirbt, was aber nicht das Ende für sie ist. Nach ihrem Tod erfährt Georgia, dass sie nun einer Gruppe von Seelensammlern beitreten muss, um die Seelen Verstorbener einzusammeln, bevor diese sterben – ob es ihr gefällt oder nicht. Autor Bryan Fuller wurde zu der Serie durch Piers Anthonys Roman On a Pale Horse inspiriert. Von April bis Mai 2008 sendete der Pay-TV-Sender Syfy die Serie in deutscher Erstausstrahlung. Ab dem 26. Juli 2008 sendete auch RTL II, jeweils am Samstag, die beiden Staffeln der Serie. Die bei RTL 2 ausgestrahlten Episoden waren stark geschnitten. 2009 erschien der Film "Dead like me - Life after Death" von Stephen Herek als Fortsetzung der Handlung.

## Inhalt
Auf der Erde gibt es Seelensammler, die die Aufgabe haben Seelen der Verstorbenen kurz vor deren Ableben vom Körper zu trennen und die Seelen zu ihrem letzten Bestimmungsort zu eskortieren. Der Tod tritt dabei als ein organisiertes Unternehmen in Erscheinung. So gibt es etwa Listen, auf denen steht, wer wann und wo sterben wird, sowie eine Art Vorgesetzten, welcher die anderen Seelensammler für ihre Aufgaben einteilt. Die Unfälle, die zum Tod der Person führen, werden von den Gruftlingen (eng. Gravelings) verursacht. Diese sind kleine Dämonen, welche Dinge in Bewegung setzten, damit jemand stirbt.

### Handlung
Die 18-jährige Georgia „George“ Lass ist die Hauptfigur der Serie und fungiert auch als sarkastische Erzählerin. Bevor eine Klobrille der ausrangierten und abstürzenden MIR-Raumstation sie in ihrer ersten Mittagspause bei der Zeitarbeitsfirma Happy Time erschlägt, lebt George ein ziemlich distanziertes Dasein. Ihr Lebensmotto: „Zeige an nichts Interesse, dann wirst Du nicht enttäuscht – und bekommst keine Verantwortung übertragen“. Sie behandelt ihr eigenes Leben und ihre Familie mit Desinteresse und begnügt sich damit, von einem Tag zum anderen zu leben. Ihre kleine Schwester Reggie ignoriert sie, ihrer Mutter begegnet sie mit Zynismus. Ohne den Ehrgeiz, ihr College-Studium zu beenden, bekam sie bei Happy Time nach dem College-Abbruch auch nur einen unbedeutenden Job als Büroaushilfe und sollte Akten sortieren.
Kurz nach ihrem Tod wird George darüber aufgeklärt, dass sie von nun an eine Seelensammlerin (im Original: Grim Reaper) in der Abteilung „Äußere Einflüsse“ werden wird. Diese Stelle muss sie annehmen, da sie die letzte zu sammelnde Seele eines anderen Seelensammlers war, der nun von seiner „Nachtodaufgabe“ befreit ist. Sie ist nun mit dafür verantwortlich, die Seelen der Menschen einzusammeln, die durch Unfälle, Suizid oder Mord ums Leben kommen. Hierfür müssen die bald sterbenden Menschen von den Seelensammlern berührt werden, um deren Seele zu „befreien“, damit die Sterbenden das Trauma des Todes nicht spüren müssen – und zwar noch bevor die betreffenden Menschen zu Tode kommen. Das erweist sich gelegentlich als schwieriges Unterfangen und gelingt manchmal nicht, was dazu führt, dass die Seelen der Verstorbenen dann u. a. die Verletzungsmale ihres gewaltsamen Todes auf Dauer tragen müssen.
Der Tod (als Organisation) habe eine strenge Ordnung und Hierarchie. Georges „Seelensammler-Vorgesetzter“ Rube erhält als Angehöriger des „Mittleren Managements“ fast täglich vom „Oberen Management“ einen versiegelten Briefumschlag mit einer Liste der bald Ablebenden unter seiner Wohnungstüre durchgeschoben, ohne dass jemals mehr als ein Schatten des Überlieferers dieser Nachricht erkennbar ist. Nun überträgt Rube die Namen, Todesorte und ATZs (Anzunehmende Todeszeitpunkte) von dieser Liste auf PostIt-Zettel und händigt jedem von den ihm unterstellten Seelensammlern jeweils einen oder mehrere dieser Aufträge aus. Die Seelensammler haben sich dann vor dem Todeszeitpunkt der einzelnen Personen am Ort des baldigen Geschehens einzufinden, müssen hier erst einmal die betreffende Person identifizieren, von denen sie nur den Nachnamen und die Initialen kennen, und sollen diese dann berühren, bevor es zu deren Tod kommt. Die Gruftlinge (engl. Gravelings), kleine affenähnliche Monster, welche nur von den Seelensammlern gesehen werden können, sorgen dann dafür, dass den Opfern in spe ein tödlicher Unfall o. ä. geschieht, indem sie in das Geschehen eingreifen und Abläufe oder Dinge in Bewegung bringen oder verändern. Die Seelensammler wetten sogar hin und wieder darauf, wie sich ein Todesfall abspielen wird.
Überdies müssen die Seelensammler nach dem Tod der Menschen solange deren Seelen betreuen, bis diese über eine (jeweils unterschiedliche und auf die Vorlieben der Toten zugeschnittene) Lichtanimation auf eine andere Existenz-Ebene wechseln können. Dies kann sich allerdings aus unterschiedlichen Gründen ziemlich verzögern, was den Seelensammlern die Arbeit mitunter erschwert. Dennoch sind sie solange für die von ihnen genommenen Seelen verantwortlich, bis diese „ins Licht gehen“, was von Georges „Kollege“ Mason abfällig als „Lightshow“ bezeichnet wird.
Der „Firmensitz“ von Rube und seinem Team ist „Der Waffle Haus“, ein eher bayrisch dekoriertes Speiselokal. Hier trifft sich die Gruppe, Rube verteilt die Aufträge, man redet miteinander, isst und nutzt das Lokal auch zu Verwaltungstätigkeiten wie der „Seelen-Buchhaltung“, dem Schreiben von Selbstbewertungen usw.
Wie im Realleben kommen auch bei der Abwicklung des Todes hier und da Sandkörnchen ins Getriebe der Routine. Doch auch Großereignisse mit zahlreichen Toten können den Teamleiter Rube nicht aus der Ruhe bringen.
Georges zurückgelassene Familie hat währenddessen Probleme, mit dem Tod von George fertig zu werden. Ihre Mutter Joy hat Depressionen und unterdrückt sie, während ihr Vater Clancy seit längerem seine Frau betrügt. Georges introvertierte Schwester Reggie hat ebenfalls Probleme, mit dem Tod ihrer großen Schwester zurechtzukommen; sie stiehlt Klobrillen von ihren Nachbarn und der Schule, um sie wie Christbaumkugeln an „ihren“ Baum in einem nahen Wäldchen zu hängen und versucht sich daran festzuhalten, dass George irgendwie noch da ist und sie und ihre Familie besucht. In der Abgeschiedenheit unter diesem Baum sitzend hängt sie des Öfteren ihren Gedanken nach und liest.

### Figuren
Georgia „George“ Lass (Ellen Muth): Die Hauptfigur der Serie. Zusätzlich zu ihrer Beschäftigung als Seelensammlerin hat sie einen Job bei der Zeitarbeitsfirma Happy Time. Mildred Hagen („Millie“) ist der Name, den sie in ihrem „Nachleben“ unter den Lebenden verwendet. Georgia lebte von 1985 bis 2003, als sie im Alter von 18 Jahren durch eine auf die Erde stürzende Klobrille einer Weltraumstation starb, der ausgerechnet sie traf.
Rube Sofer (Mandy Patinkin): Die Autoritätsperson unter den Seelensammlern, er wird für George eine Vaterfigur. Wann er starb und wodurch, wurde im Verlauf der Serie nie geklärt, aber es wird angedeutet, dass er 1926 oder früher nach oder während eines Banküberfalls starb. Er hatte zu seiner Lebzeit eine Tochter namens Rosie, der er als Seelensammler kurz vor ihrem Tod noch einen Besuch abstattet. Rube erhält die Listen, auf denen steht, wer wann und wo sterben wird und ist für die Organisation innerhalb der Seelensammler-Gruppe zuständig.
Roxy Harvey (Jasmine Guy): Eine starke, harte und unabhängige Frau. In der ersten Staffel arbeitet sie zusätzlich als Politesse neben ihrer Tätigkeit als Seelensammlerin, wird aber in der zweiten Staffel eine Polizistin. Sie wurde 1982 von ihrer eifersüchtigen Zimmergenossin aufgrund ihrer Erfindung (Wadenwärmer, also Wollsocken ohne Fußteil zum über die Knöchel ziehen) erdrosselt, da ihre Mörderin es auf die Einnahmen aus dieser Erfindung abgesehen hat.
Daisy Adair (Laura Harris): Eine Schauspielerin, die oft Geschichten über sexuelle Eskapaden mit berühmten Filmstars erzählt. Sie starb am 13. Dezember 1938 (im Film zur Serie wird 1939 als Sterbedatum genannt) durch ein Feuer auf dem Set von „Vom Winde verweht“ in Marietta (Georgia). In dem Bonusmaterial der DVD-Ausgabe (erste Staffel) erklärte sie aber in „Entfernte Szenen“ in dem Clip „Wenn Du meinst“ (24. entfernte Szene) gegenüber Georgia, dass sie erschossen wurde. Ihr letzter Gedanke war „Warum hat mich nie jemand geliebt?“
Mason (Callum Blue): Mason ist ein versponnener, aber liebenswürdiger junger Mann, der für George im Verlauf der Serie zu so etwas wie einem großen Bruder wird. Er lebt meist planlos in den Tag hinein, nimmt Drogen, dealt damit, trinkt Alkohol, stiehlt und liebt den Rock ’n’ Roll der 1960er Jahre. Im Verlauf der Serie verliebt er sich in Daisy. Er starb 1966 an einer Trepanation, als er sich selbst ein Loch in seinen Kopf bohrte, um den ultimativen Kick zu finden.
Betty Rohmer (Rebecca Gayheart): Eine selbstbewusste und mit ihrer Bestimmung zurechtkommende Seelensammlerin. Sie macht Polaroid-Fotos von jedem Menschen, dessen Seele sie einsammelt, welche sie nach Persönlichkeitstyp ordnet, und ist davon überzeugt, dass die menschliche Psyche in nur wenigen, leicht erkennbaren, verschiedenen Klassifizierungen existiert. Sie ist dabei, für George eine gute Freundin zu werden, als sie sich in der ersten Staffel dafür entscheidet, eine Seele ins Jenseits zu begleiten. Danach taucht sie nie wieder auf und es wurde in der Serie nicht geklärt, was mit ihr passiert ist. Betty starb 1926, als sie von einer Klippe sprang.
Joy Lass (Cynthia Stevenson): Georges verklemmte Mutter. Sie mag Ordnung, Regeln und Kontrolle über ihr Leben und hasst das Wort „feucht“ (adj.; engl.: moist), da dieses für sie eine sexuell-anstößige Bedeutung hat. Den Tod ihrer Tochter verkraftet sie nur sehr schwer, da die beiden keine gute Beziehung zueinander hatten. Daher bemüht sie sich im Verlauf der Serie umso mehr um ihre jüngere Tochter Reggie, die sie aber immer wieder zurückstößt.
Clancy Lass (Greg Kean): Georges Vater. Er ist Professor für englische Sprache an einer Universität und wird dort respektiert. Seine Beziehung zu seiner Frau leidet nach Georges Tod. Im Verlauf der Serie betrügt er Joy mit einer seiner Studentinnen. Die Ehe mit Joy scheitert schließlich.
Reggie Lass (Britt McKillip): Georges jüngere Schwester, die von George aber ignoriert wurde, als diese noch lebte. Reggie hält sich daran fest, dass Georges Geist noch existiert und die Familie von Zeit zu Zeit besucht.
Delores Diemit (Christine Willes): Georges Boss bei der Zeitarbeitsfirma Happy Time. Als George sich bei Delores vorstellt, hasst Delores sie von der ersten Minute. Als George stirbt und als Millie zu Happy Time zurückkehrt, wird Delores für George eine Mutterfigur, welche sie unterstützt und an sie glaubt. In den 80ern hatte sie Probleme mit Drogen, worauf sie des Öfteren anspielt. Sie hat eine Katze namens Maunzi (im Original: Murray). Für die deutsche Fassung wurde ihr Nachname von „Herbig“ in „Diemit“ verändert, damit das englische Wortspiel „Delores Herbig as in her big brown eyes“ auch im deutschen („Delores Diemit, die mit den großen braunen Augen“) funktioniert.
Crystal Smith (Crystal Dahl): Die Empfangsdame bei Happy Time. Eine mysteriöse und merkwürdig aussehende Frau, die immer mehr zu wissen scheint, als sie sagt. Sie spricht vier Sprachen, darunter Russisch und Swahili und war früher bei den Special Forces. Außerdem stiehlt sie Bürozubehör und hilft den Seelensammlern in einer Folge bei Büroarbeit über die letzten Gedanken von Seelen.
Charlie (Spencer Achtymichuk): Ein kleiner Junge, der in der Serie drei Mal vorkommt. Er sammelt die Seelen von Tieren ein. Erstmals in der 14. Folge der ersten Staffel von einem Hasen, in der 8. Folge der zweiten Staffel von einem Waran und in der 13. Folge der zweiten Staffel von G.H., dem Hund von Georges Familie. Er hat kein wirkliches Zuhause und wohnt mal hier, mal dort.

## Hintergrund
Bryan Fuller, der Erfinder der Fernsehserie, verließ die Fernsehserie nach nur vier Folgen, da es zwischen Studio und Sender Streitigkeiten gab und er sich als Produzent und Autor zwischen den Fronten wiederfand. In verschiedenen Interviews erzählte Fuller, dass er nicht die Leute einstellen konnte, welche er haben wollte, und dass die Fernsehserie ein so geringes Budget bekam, dass es unmöglich war, sie so zu produzieren, wie es ihm vorschwebte. Als Folge seines Ausstiegs wurden auch einige Storylines fallen gelassen. So sollte Georges Vater ursprünglich schwul sein, um eine Geschichte zu erzählen, in der George begreift wie kostbar ihr Leben in Wirklichkeit war. Wäre er Autor bei der Fernsehserie geblieben, so sagte Fuller in einem Interview, hätte er auch Betty später zurückgebracht.
- Die gelbe Kröte (engl. Toad), die in der Eröffnungssequenz des Pilotfilms gezeigt wird, taucht im späteren Handlungsverlauf als Georges Haustier wieder auf. Jedoch wird sie dann immer als Frosch (engl. Frog) bezeichnet. Es handelt sich dabei tatsächlich um eine gezüchtete Farbform des beliebten Pacmanfrog (dt. Schmuckhornfrosch) – wahrscheinlich: Ceratophrys cranwelli.
- Der Name Georgia taucht des Öfteren nicht nur als Name der Hauptfigur auf.
- Das deutsche Waffelhaus heißt im Original Der Waffle Haus
- Reggies späterer Hund G.H. (Großer Hund) heißt im Original J.D. (Just Dog – Einfach Hund)
- George hatte eine Maus namens Speedy Gonzales, ein Küken namens Tweety und eine Katze namens Sylvester. Das sind alles Namen von Zeichentrickfiguren aus der Fernsehserie Looney Tunes.
- In der achten Staffel der Fernsehserie Stargate SG1 wird die Originalrequisite des Waffelhauses benutzt. Dr. Jackson stirbt und erwacht im Waffelhaus wieder, das eine Zwischenwelt zu sein scheint. Er setzt sich an den Tisch an dem sonst die Gruppe um George sitzt. Er sieht sich aus irgendeinem Grund veranlasst, Waffeln zu bestellen.[3]
- In einer Folge der Fernsehserie Hannibal von Bryan Fuller tritt Ellen Muth als Opfer von Hannibal ebenfalls unter dem Namen Georgia auf.

## Besetzung und Synchronisation
Die deutschsprachige Synchronbearbeitung fertigte die Berliner Synchron an, Dialogregie führte Heike Kospach, die auch für die Dialogbücher verantwortlich war.
| Rolle                 | Schauspieler      | Auftritte (Folgen)   | Synchronsprecher      |
| --------------------- | ----------------- | -------------------- | --------------------- |
| Georgia „George“ Lass | Ellen Muth        | 1.01–2.15            | Anne Helm             |
| Rube Sofer            | Mandy Patinkin    | 1.01–2.15            | Erich Räuker          |
| Roxy Harvey           | Jasmine Guy       | 1.01–2.15            | Andreschka Großmann   |
| Daisy Adair           | Laura Harris      | 1.06–2.15            | Antje von der Ahe     |
| Mason                 | Callum Blue       | 1.01–2.15            | Norman Matt           |
| Betty Rohmer          | Rebecca Gayheart  | 1.01–1.05            | Katrin Zimmermann     |
| Joy Lass              | Cynthia Stevenson | 1.01–2.15            | Sabine Arnhold        |
| Clancy Lass           | Greg Kean         | 1.01–2.15 1          | Gunnar Helm           |
| Reggie Lass           | Britt McKillip    | 1.01–2.15            | Kristina Tietz        |
| Delores Herbig        | Christine Willes  | 1.01–2.15            | Astrid Bless          |
| Kiffany               | Patricia Idlette  | 1.01–1.03, 1.12–2.15 | Gabrielle Scharnitzky |

## Episodenliste

### Staffel 1 (2003)
In der ersten Staffel hat Georgia Probleme, mit ihrer neuen Bestimmung zurechtzukommen und begeht einige Fehler. Gleichzeitig wird sie dazu gezwungen, sich wieder einen Job bei einer Zeitarbeitsfirma namens Happy Time zuzulegen, da sie als Untote immer noch Geld verdienen muss, um sich zu ernähren und eine Unterkunft zu sichern.
| Nr. ges. | Nr. | Deutscher Titel      | Originaltitel       | Erstausstrahlung Deutschland | Erstausstrahlung USA |
| -------- | --- | -------------------- | ------------------- | ---------------------------- | -------------------- |
| 1        | 1   | Pilot                | Pilot               | 1. April 2008                | 27. Juni 2003        |
| 2        | 2   | Neue Erkenntnisse    | Dead Girl Walking   | 2. April 2008                | 4. Juli 2003         |
| 3        | 3   | Nochmal zurück       | Curious George      | 3. April 2008                | 11. Juli 2003        |
| 4        | 4   | Seelen retten        | Reapercussions      | 4. April 2008                | 18. Juli 2003        |
| 5        | 5   | Das Sammelalbum      | Reaping Havoc       | 7. April 2008                | 25. Juli 2003        |
| 6        | 6   | Mein Zimmer          | My Room             | 8. April 2008                | 1. August 2003       |
| 7        | 7   | Ganz normal verrückt | Reaper Madness      | 9. April 2008                | 8. August 2003       |
| 8        | 8   | Rezept eines Toten   | A Cook              | 10. April 2008               | 15. August 2003      |
| 9        | 9   | Eine neue Freundin   | Sunday Mornings     | 11. April 2008               | 22. August 2003      |
| 10       | 10  | Unerledigte Dinge    | Business Unfinished | 14. April 2008               | 29. August 2003      |
| 11       | 11  | Jobwechsel           | The Bicycle Thief   | 15. April 2008               | 5. September 2003    |
| 12       | 12  | Nachtschwärmer       | Nighthawks          | 16. April 2008               | 12. September 2003   |
| 13       | 13  | Ferien               | Vacation            | 17. April 2008               | 19. September 2003   |
| 14       | 14  | Es ist dein Tag      | Rest in Peace       | 18. April 2008               | 21. Oktober 2003     |

### Staffel 2 (2004)
In der zweiten Staffel hat sich Georgia langsam mit ihrem Schicksal abgefunden, auch wenn sie nach wie vor über ihr altes Leben und ihr neues Leben grübelt.
| Nr. ges. | Nr. | Deutscher Titel            | Originaltitel     | Erstausstrahlung Deutschland | Erstausstrahlung USA |
| -------- | --- | -------------------------- | ----------------- | ---------------------------- | -------------------- |
| 15       | 1   | Was soll der ganze Zirkus? | Send in the Clown | 21. April 2008               | 25. Juli 2004        |
| 16       | 2   | Ausgewogenheit             | The Ledger        | 22. April 2008               | 1. August 2004       |
| 17       | 3   | Geistergeschichten         | Ghost Story       | 23. April 2008               | 8. August 2004       |
| 18       | 4   | Unter der Oberfläche       | The Shallow End   | 24. April 2008               | 15. August 2004      |
| 19       | 5   | Beeilung                   | Hurry             | 25. April 2008               | 22. August 2004      |
| 20       | 6   | Die Qual der Wahl          | In Escrow         | 28. April 2008               | 29. August 2004      |
| 21       | 7   | Rituale                    | Rites of Passage  | 29. April 2008               | 5. September 2004    |
| 22       | 8   | Willkommen im Club         | The Escape Artist | 30. April 2008               | 12. September 2004   |
| 23       | 9   | Herzflimmern               | Be Still My Heart | 1. Mai 2008                  | 19. September 2004   |
| 24       | 10  | Nicht loslassen            | Death Defying     | 2. Mai 2008                  | 26. September 2004   |
| 25       | 11  | Asche zu Asche             | Ashes to Ashes    | 5. Mai 2008                  | 3. Oktober 2004      |
| 26       | 12  | Vergiss mich nicht         | Forget Me Not     | 6. Mai 2008                  | 10. Oktober 2004     |
| 27       | 13  | Der letzte Tag auf Erden   | Last Call         | 7. Mai 2008                  | 17. Oktober 2004     |
| 28       | 14  | Abschied nehmen            | Always            | 8. Mai 2008                  | 24. Oktober 2004     |
| 29       | 15  | Rückkehr der Geister       | Haunted           | 9. Mai 2008                  | 31. Oktober 2004     |

### Film (2009)
Am 17. Februar 2009 erschien in den USA eine Direct-to-DVD (Direkt auf DVD) veröffentlichte Fortsetzung mit dem Titel So gut wie tot – Dead Like Me: Der Film. Bis auf Mandy Patinkin, als Rube, dessen Platz Henry Ian Cusick, in der neuen Rolle des Cameron Kane, übernahm, und Laura Harris – ihre Rolle der Daisy Adair übernahm Sarah Wynter, konnte die ganze Ursprungsbesetzung für das Projekt gewonnen werden, dessen Handlung vier Jahre nach der letzten Serienepisode spielt. Die Erstausstrahlung des Films im deutschen Free-TV lief am 30. Juli 2011 auf RTL II.

## DVD-Veröffentlichungen
|                  | Information |
| ---------------- | --- |
| Staffel 1        | Vier DVDs in einem Box-Set, welches alle 14 Folgen der ersten Staffel beinhaltet. Die DVD enthält außerdem einen Audiokommentar von einigen der Hauptdarsteller, 30 Minuten entfallene Szenen, und ein Making-of sowie eine kurze Darstellung, wie die Filmmusik zustande kam. Weitere Informationen: Länge: 600 min, Ton: Deutsch und Französisch in DS 2.0 und Englisch in DD 5.1, Untertitel: Deutsch (für Hörgeschädigte), Englisch (für Hörgeschädigte), Französisch und Niederländisch. Bildformat: 1,78:1(16:9). |
| Nordamerika      | Vier DVDs in einem Box-Set, welches alle 14 Folgen der ersten Staffel beinhaltet. Die DVD enthält außerdem einen Audiokommentar von einigen der Hauptdarsteller, 30 Minuten entfallene Szenen, und ein Making-of sowie eine kurze Darstellung, wie die Filmmusik zustande kam. Weitere Informationen: Länge: 600 min, Ton: Deutsch und Französisch in DS 2.0 und Englisch in DD 5.1, Untertitel: Deutsch (für Hörgeschädigte), Englisch (für Hörgeschädigte), Französisch und Niederländisch. Bildformat: 1,78:1(16:9). |
| 20. Juni 2005    | Vier DVDs in einem Box-Set, welches alle 14 Folgen der ersten Staffel beinhaltet. Die DVD enthält außerdem einen Audiokommentar von einigen der Hauptdarsteller, 30 Minuten entfallene Szenen, und ein Making-of sowie eine kurze Darstellung, wie die Filmmusik zustande kam. Weitere Informationen: Länge: 600 min, Ton: Deutsch und Französisch in DS 2.0 und Englisch in DD 5.1, Untertitel: Deutsch (für Hörgeschädigte), Englisch (für Hörgeschädigte), Französisch und Niederländisch. Bildformat: 1,78:1(16:9). |
| Deutschland      | Vier DVDs in einem Box-Set, welches alle 14 Folgen der ersten Staffel beinhaltet. Die DVD enthält außerdem einen Audiokommentar von einigen der Hauptdarsteller, 30 Minuten entfallene Szenen, und ein Making-of sowie eine kurze Darstellung, wie die Filmmusik zustande kam. Weitere Informationen: Länge: 600 min, Ton: Deutsch und Französisch in DS 2.0 und Englisch in DD 5.1, Untertitel: Deutsch (für Hörgeschädigte), Englisch (für Hörgeschädigte), Französisch und Niederländisch. Bildformat: 1,78:1(16:9). |
| 22. Oktober 2007 | Vier DVDs in einem Box-Set, welches alle 14 Folgen der ersten Staffel beinhaltet. Die DVD enthält außerdem einen Audiokommentar von einigen der Hauptdarsteller, 30 Minuten entfallene Szenen, und ein Making-of sowie eine kurze Darstellung, wie die Filmmusik zustande kam. Weitere Informationen: Länge: 600 min, Ton: Deutsch und Französisch in DS 2.0 und Englisch in DD 5.1, Untertitel: Deutsch (für Hörgeschädigte), Englisch (für Hörgeschädigte), Französisch und Niederländisch. Bildformat: 1,78:1(16:9). |
| Staffel 2        | Vier DVDs in einem Box-Set, welches alle 15 Folgen der zweiten Staffel beinhaltet. Bonusmaterial enthält geschnittene Szenen, Behind-The-Scenes-Featurettes und eine Foto-Galerie. Weitere Informationen: Länge: 660 min, Ton: Deutsch in DS 2.0 und Englisch in DD 5.1, Untertitel: Deutsch, Englisch. Bildformat: 1,78:1(16:9). |
| Nordamerika      | Vier DVDs in einem Box-Set, welches alle 15 Folgen der zweiten Staffel beinhaltet. Bonusmaterial enthält geschnittene Szenen, Behind-The-Scenes-Featurettes und eine Foto-Galerie. Weitere Informationen: Länge: 660 min, Ton: Deutsch in DS 2.0 und Englisch in DD 5.1, Untertitel: Deutsch, Englisch. Bildformat: 1,78:1(16:9). |
| 16. April 2007   | Vier DVDs in einem Box-Set, welches alle 15 Folgen der zweiten Staffel beinhaltet. Bonusmaterial enthält geschnittene Szenen, Behind-The-Scenes-Featurettes und eine Foto-Galerie. Weitere Informationen: Länge: 660 min, Ton: Deutsch in DS 2.0 und Englisch in DD 5.1, Untertitel: Deutsch, Englisch. Bildformat: 1,78:1(16:9). |
| Deutschland      | Vier DVDs in einem Box-Set, welches alle 15 Folgen der zweiten Staffel beinhaltet. Bonusmaterial enthält geschnittene Szenen, Behind-The-Scenes-Featurettes und eine Foto-Galerie. Weitere Informationen: Länge: 660 min, Ton: Deutsch in DS 2.0 und Englisch in DD 5.1, Untertitel: Deutsch, Englisch. Bildformat: 1,78:1(16:9). |
| 19. Juni 2009    | Vier DVDs in einem Box-Set, welches alle 15 Folgen der zweiten Staffel beinhaltet. Bonusmaterial enthält geschnittene Szenen, Behind-The-Scenes-Featurettes und eine Foto-Galerie. Weitere Informationen: Länge: 660 min, Ton: Deutsch in DS 2.0 und Englisch in DD 5.1, Untertitel: Deutsch, Englisch. Bildformat: 1,78:1(16:9). |